# Ӕ
Æ, ӕ (ae ou ye) é uma letra da versão do alfabeto cirílico utilizada no osseto para representar a vogal frontal semiaberta não-arrendondada, expressa como /æ/ no alfabeto fonético internacional.
O osseta utilizava-se anteriormente do alfabeto latino, e o dígrafo æ (expresso pela letra Æ, ash) cedeu lugar, durante a troca pelo cirílico.